# Ghetto Grodno

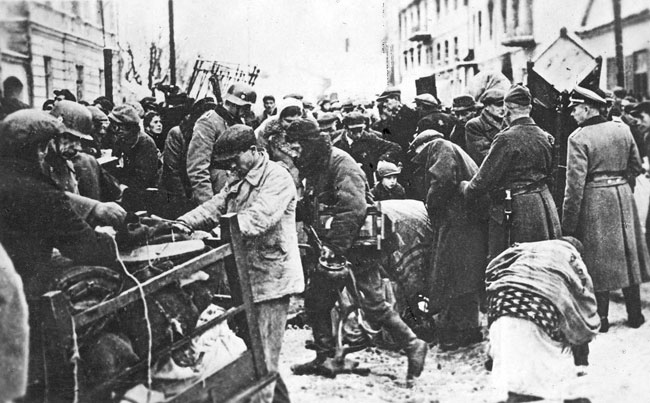
Ghetto Grodno im November 1941

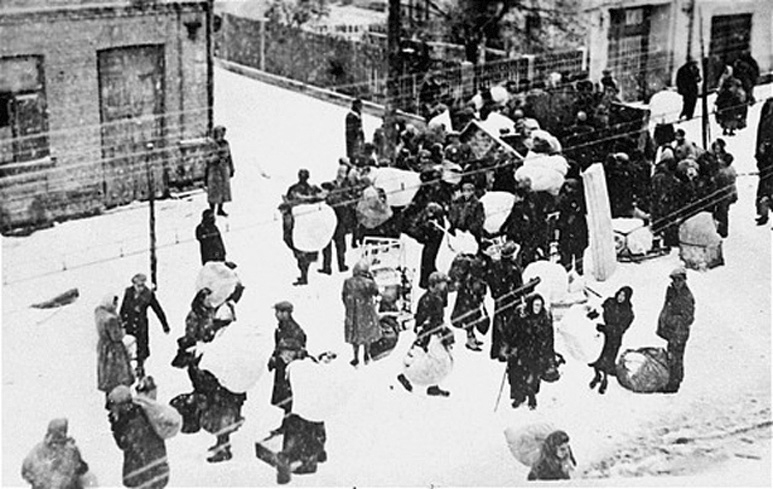
Ghetto Grodno im November 1941

Ghetto Grodno war ein unter deutscher Besatzung eingerichtetes Ghetto in Hrodna (poln. Grodno). Die Ghettos zur Zeit des Nationalsozialismus waren Teil des Systems der Konzentrationslager.
Seit Juni 1941 war Grodno von der deutschen Wehrmacht besetzt, ca. 50 % der Stadtgebäude wurden dem Erdboden gleichgemacht. Die Juden der Stadt wurden ab November 1941 unter Aufsicht der SS in zwei Ghettos eingesperrt, ca. 15.000 im Getto I für Arbeitsfähige und 10.000 im Getto II für arbeitsunfähige Personen, von denen die meisten deportiert und ermordet wurden.